# 1904년 하계 올림픽 모터사이클
1904년 하계 올림픽 모터사이클은 미국 세인트루이스에서 개최된 1904년 하계 올림픽의 비공식 종목이다.